# 仇才人
仇才人（828年—851年），唐宣宗的才人。
仇氏的家世不详，史料也没有记录。有可能出于仇士良家族的进献。
先封为南安郡夫人，生有一名皇女，大中五年（851年）生一男，可能是康王李汶。产后十天左右，仇氏逝世，追赠才人。唐宣宗亲手为她写墓志铭。